# Головмох Функа
Головмох Функа (Bryum funckii) — вид мохів порядку головмохальних (Bryales).

## Поширення
Ареал охоплює такі частини світу: Європа.